# Natação nos Jogos Pan-Americanos de 2019 - 400 m livre feminino
As competições dos 400 metros livre feminino da natação nos Jogos Pan-Americanos de 2019 foram realizadas em 6 de agosto no Centro Aquático Nacional, em Lima, no Peru. 

## Calendário
Horário local (UTC-5).
| Data        | Horário | Fase          |
| ----------- | ------- | ------------- |
| 6 de agosto | 11:00   | Eliminatórias |
| 6 de agosto | 20:30   | Final B       |
| 6 de agosto | 20:30   | Final A       |

## Medalhistas
| Ouro   | ARG Delfina Pignatiello |
| Prata  | CAN Danica Ludlow       |
| Bronze | CAN Alyson Ackman       |

## Recordes
Antes desta competição, os recordes mundiais e pan-americanos da prova eram os seguintes:
| Tipo                             | Atleta             | Tempo   | Local          | Data                |
| -------------------------------- | ------------------ | ------- | -------------- | ------------------- |
|                                  | USA Katie Ledecky  | 3m56s46 | Rio de Janeiro | 7 de agosto de 2016 |
| Recorde dos Jogos Pan-Americanos | CAN Emily Overholt | 4m08s42 | Toronto        | 17 de julho de 2015 |

## Resultados

### Eliminatórias
A eliminatória foi realizada em 6 de agosto. 
| Pos. | Bateria | Raia | Nadador                | Nacionalidade         | Tempo   | Notas |
| ---- | ------- | ---- | ---------------------- | --------------------- | ------- | ----- |
| 1    | 2       | 4    | Delfina Pignatiello    | ARG Argentina         | 4:12.23 | QA    |
| 2    | 2       | 5    | Alyson Ackman          | CAN Canadá            | 4:12.42 | QA    |
| 3    | 1       | 4    | Danica Ludlow          | CAN Canadá            | 4:12.66 | QA    |
| 4    | 1       | 6    | Aline Rodrigues        | BRA Brasil            | 4:14.15 | QA    |
| 5    | 1       | 3    | Mariah Denigan         | USA Estados Unidos    | 4:14.49 | QA    |
| 6    | 2       | 6    | Allyson Macías Alba    | MEX México            | 4:15.28 | QA    |
| 7    | 1       | 5    | Rebecca Mann           | USA Estados Unidos    | 4:15.69 | QA    |
| 8    | 2       | 3    | Viviane Jungblut       | BRA Brasil            | 4:16.79 | QA    |
| 9    | 1       | 2    | Samantha Soriano       | PER Peru              | 4:17.92 | QB    |
| 10   | 2       | 2    | María Álvarez          | COL Colômbia          | 4:20.54 | QB    |
| 11   | 2       | 1    | Michelle Jativa Revelo | ECU Equador           | 4:25.74 | QB    |
| 12   | 1       | 7    | Azra Pinto             | PER Peru              | 4:27.59 | QB    |
| 13   | 1       | 1    | Giselle Gursoy         | TTO Trinidad e Tobago | 4:28.63 | QB    |
| 14   | 2       | 7    | Sara Pastrana          | HON Honduras          | 4:28.68 | QB    |

### Final B
A final B foi realizada em 6 de agosto. 
| Pos. | Raia | Nadador                | Nacionalidade         | Tempo   | Notas |
| ---- | ---- | ---------------------- | --------------------- | ------- | ----- |
| 9    | 4    | María Álvarez          | COL Colômbia          | 4:21.44 |       |
| 10   | 6    | Giselle Gursoy         | TTO Trinidad e Tobago | 4:24.17 |       |
| 11   | 3    | Azra Pinto             | PER Peru              | 4:24.99 |       |
| 12   | 5    | Michelle Jativa Revelo | ECU Equador           | 4:26.19 |       |
| 13   | 2    | Sara Pastrana          | HON Honduras          | 4:27.11 |       |
|      |      | Samantha Soriano       | PER Peru              | DNS     |       |

### Final A
A final A foi realizada em 6 de agosto. 
| Pos.              | Raia | Nadador             | Nacionalidade      | Tempo   | Notas |
| ----------------- | ---- | ------------------- | ------------------ | ------- | ----- |
| Medalha de ouro   | 4    | Delfina Pignatiello | ARG Argentina      | 4:10.86 |       |
| Medalha de prata  | 3    | Danica Ludlow       | CAN Canadá         | 4:11.97 |       |
| Medalha de bronze | 5    | Alyson Ackman       | CAN Canadá         | 4:12.05 |       |
| 4                 | 2    | Mariah Denigan      | USA Estados Unidos | 4:12.23 |       |
| 5                 | 6    | Aline Rodrigues     | BRA Brasil         | 4:12.79 |       |
| 6                 | 8    | Viviane Jungblut    | BRA Brasil         | 4:15.35 |       |
| 7                 | 7    | Allyson Macías Alba | MEX México         | 4:15.39 |       |
| 8                 | 1    | Rebecca Mann        | USA Estados Unidos | 4:15.51 |       |

Legenda
| Recorde mundial                  | Recorde mundial (World record)               |                       | Recorde africano                      | Recorde africano (African) |                                           | Q | Classificado por posição (Qualified) |
| Recorde dos Jogos Pan-Americanos | Recorde pan-americano (Pan-American record)  | Recorde da América    | Recorde da América (Americas)         | q                          | Classificado por melhor tempo (Qualified) |   |                                      |
| Melhor marca do ano              | Melhor marca do ano (World leading)          | Recorde asiático      | Recorde asiático (Asian)              | DNS                        | Não largou (Did not start)                |   |                                      |
| Recorde nacional                 | Recorde nacional (National record)           | Recorde europeu       | Recorde europeu (European)            | DNF                        | Não terminou (Did not finish)             |   |                                      |
| Recorde pessoal                  | Recorde pessoal do atleta (Personal best)    | Recorde da Oceania    | Recorde da Oceania (Oceania)          | DSQ / DQ                   | Desclassificado (Disqualified)            |   |                                      |
| Recorde da temporada             | Recorde da temporada do atleta (Season best) | Recorde sul-americano | Recorde sul-americano (South America) | NM                         | Sem marca (No mark)                       |   |                                      |